# Typische Formen des Romans
Typische Formen des Romans  ist eine Zusammenfassung der  Romantheorie Franz K. Stanzels im Umfang von nur 80 Druckseiten, die zuerst 1964  erschien und bis Ende der 1980er Jahre Maßstab der germanistischen Textanalyse und -interpretation in der Bundesrepublik war. Neben der Differenzierung der auktorialen, personalen und der Ich-Erzähl- oder Sprechersituation geht Stanzel in seiner Schrift ein auf die textanalytischen Kategorien von Eberhard Lämmert (1924–2015) und die Typologien von Edwin Muir (1887–1959) sowie Wolfgang Kayser (1906–1960). Mit seinem Ansatz hat Stanzel einen wichtigen Beitrag zur Entwicklung der Theorien des Romans und des Erzählens geliefert.

## Romantheorie und Romantypologie
Bis weit ins 19. Jahrhundert habe der Roman als „Halbkunst“ gegolten, die vor Gustave Flaubert und Henry James von bestenfalls virtuosen Dilettanten und Amateuren produziert worden sei: „Der Mangel an poetologischer Selbstbesinnung führt[e] den älteren Roman in jene Demi-Respektabilität.“ Die Entstehung vieler sach- oder berichtsorientierter Textformen (Reisebericht, Kriegstagebuch, Gerichts- und Krankenprotokoll usw.) habe die poetologische Sorglosigkeit beendet und verdeutlicht, dass der Roman seine Stärke nicht in der Abbildung von Wirklichkeit, sondern in der Fiktion, in der „gedichteten Welt“ besitze.
Die poetologische Reflexionen über die speziellen Möglichkeiten der Methoden und Techniken der Gestaltung hätten dann „eine epochale Wende in der Poetik des Romans“ und eine Lust an Experimenten ausgelöst, die überhaupt erst eine Typologie des Romans sinnvoll gemacht habe. Diese Typen seien nicht-normative „Idealtypen“ im Max Weberschen Sinn und zeigten charakteristische Strukturen und auch Abweichungen von ihnen auf: Strukturmerkmale des Stoffs wie Einsträngigkeit oder Vielsträngigkeit lägen auf einer abstrakteren Ebene als inhaltlich-stoffliche Merkmale wie die der Abenteuer-, Entwicklungs- und Detektivromane.

## Wer erzählt: Typen der Erzählsituation
Stanzel sieht seine Unterscheidung der Erzählsituationen als nützliche Instrumente des Lesers zur Aneignung möglichst vieler Facetten eines Werkes. Die Anwendung der Typologie wird zum Hilfsmittel der Interpretation: „Die Romantypologie [weiß sich] als ancilla der Romaninterpretation, als Wegbereiterin zum ersten Verständnis des Sinngefüges aus Stoff und Form eines Romans. [...] Die typologische Klassifikation ist gleichsam die Röntgenaufnahme der Sinnstruktur des Romans, deren ungefähre Umrisse den Leser und Interpreten auf die Spur der Individualkontur, der unverwechselbaren geistigen Physiognomie des Werkes führen sollen.“.

### Die auktoriale Erzählsituation, der Er-Roman
Der allwissende Erzähler stehe auf einem „olympischen Standpunkt“: Er sei Mittelsmann einer Geschichte in der Vergangenheit und bürge epistemologisch für den Bericht. Seiner Distanz zur dargestellten Welt entspreche die berichtende Grundform, vor allem die ausführliche Darstellung der Gedanken der Hauptfiguren und auch die „Selbstkundgaben“ durch „Einmengungen“, Zwischenreden und ironische sowie humorvolle Kommentare;  ebenso unterstreiche  die Leseransprache die auktoriale Position des Erzählers. Im Falle fehlender Selbstkundgaben sei eine Unterscheidung von Erzähler und Autor nicht möglich.
Die aus Gründen der Ablehnung von Bevormundung erfolgte Abwendung vom Er-Roman beim modernen Leser habe wegen der Grenzen des Erzählens aus der Ich-Position und der Grenzen des personalen Romans aber doch eine Rückbesinnung erfahren, sofern der „Anspruch auf Allgemeinverbindlichkeit des auktorialen Urteils [...] mehr oder weniger ausdrücklich durch Ironie unterhöhlt wird“, wie in Tom Jones: Die Geschichte eines Findelkindes oder in Der Zauberberg praktiziert.

### Die Ich-Erzählsituation, der Ich-Roman
Im Ich-Roman werde der Erzähler handelnder, erlebender und wertender Teil der dargestellten Welt – „die scharfe Perspektivierung des Erzählten“ sei nur in dieser Struktur möglich. Der Ich-Erzähler bekräftige die Wahrheit des Erzählten und für diese Verifikation könnten Art und Umstände des Erzählens explizit Thema der Erzählung werden. Manchmal wechselten Romane von der auktorialen in die Ich-Form und umgekehrt, aber manche Ich treten auch so wenig wie ein Er-Erzähler in Erscheinung.
In der Sonderform des autobiografischen Romans werde die Spannung zwischen dem erlebenden Ich und dem erzählenden Ich, das „Doppelspiel der beiden Ich“, das „Ich-Ich-Schema“ und damit die In-persona-Identität der beiden Ich strukturbestimmend. „Im Ich-Roman versucht sich ein Mensch selbst zu begreifen, sich zu definieren, von seiner Umwelt abzugrenzen.“ In der Sonderform des Briefromans treten mehrere unabhängige Ich auf und in dieser multiperspektivischen Betrachtung werde durch die Korrespondenten Objektivität begründet. Die Unterscheidung der Er-Form und Ich-Form werde von Literaturtheoretikern wegen mancher ihrer Ähnlichkeiten auch abgelehnt, obgleich nachweisbar Autoren wie Gottfried Keller und William Makepeace Thackeray sich sogar die Mühe der Umarbeitung vom einen in den anderen Typ gemacht hätten – das unterstreiche die Bedeutung der Erzählsituation für ihre Romane.

### Die personale Situation, der personale Roman
Im personalen Roman spiegele sich das Geschehen im Bewusstsein der handelnden oder teilnehmenden Personen, hier werde nicht „erzählt“, sondern beobachtet, gezeigt, gehandelt und erlebt. In dieser Unmittelbarkeit werde die berichtende Figur „zur persona, zur Rollenmaske, die der Leser anlegt“. Weil sich das „personale Medium“ anstelle des auktorialen oder Ich-Erzählers äußert, werde hierfür die szenische Darstellung bevorzugt.
Der personale Roman sei aus mehreren miteinander verbundenen Gründen entstanden: Aus den Forderungen nach mehr Objektivität statt Darstellung aus Sicht eines willkürlichen Erzählers, aus der erzähltechnischen Neuerung einer konsequenten Einhaltung der Figurenperspektive in einem ganzen Roman und aus dem wachsenden Interesse an der Verarbeitung der äußeren Welt im Bewusstsein einer Figur. Historische Vorläufer der Verwendung der personalen Erzählsituation seien Jane Austen, Gustave Flaubert und Henry James.
Im Übergang zum Bewusstseinsroman (Ulysses, Mrs. Dalloway, The Waves) seien extreme Formen des personalen Romans mit einem kleinen Rest an äußerer Handlung entstanden, in denen das Zeitgerüst zu äußerer Kürze und innerer Vielfalt verschoben worden sei. Der Gefahr der Langeweile des Lesers und der Monotonie des Handlungsrests versuchten die Autoren durch Leitmotivik und Textur, durch Mythos (Ulysses) und reiche Metaphorik (The Waves) zu entkommen. Der existenzielle Ernst der Charaktere habe hier zum Verzicht auf Humor und auf das Spiel des Erzählers mit den Erwartungen des Lesers geführt. Der Autor suche den Anschein zu erwecken, die Elemente der Wirklichkeit seien ihm absichtslos, planlos, zufällig vor dem die Wirklichkeit spiegelnden Text erschienen, was natürlich nur ein „konstruiertes Wirklichkeitspathos“ sei.
In den die Objektivierung zu Ende denkenden Experimenten Robbe-Grillets seien die Figuren entpersönlicht, völlig ohne subjektive Assoziationen, nur noch optische Linsen einer Kamera; bei Nathalie Sarraute führt die Entpersönlichung zu ihren „Pronominalfiguren“ (il, elle, ils, elles), die nach Jean-Paul Sartre nur noch „Hüllen von Nichts“ darstellten. Damit habe der personale Roman auch seine Grenzen erreicht: Die Hauptgestalten seien keine Helden mehr, ihr Wertekanon sei mehr oder weniger beliebig und dem Leser sei nur eine begrenzte Identifizierung mit ihnen möglich – hier werde er  am weitesten zur eigenen Stellungnahme gefordert. „Der personale Roman [sei] der Typus, mit dem sich der Roman der dramatisch-mimetischen Situation“, der Verdoppelung der Alltagsbanalität am weitesten genähert habe.

### Entwurf eines Typenkreises
Wegen der von Stanzel mehrfach beobachteten Möglichkeit von Übergängen zwischen den von ihm unterschiedenen Typen ordnet er sie in einer Kreisform an. Die Nahtlosigkeit des Typenkreises schließe einen vierten Typ logisch aus und verweise damit auf seine Vollständigkeit. Im Zusammenhang aller Aspekte des Erzählens mit der Verortung eines Werkes im Kreislauf der Romantypen habe dieser Typenkreis einen heuristischen Wert.
Beim Übergang vom auktorialen Roman zum Ich-Roman verlasse der Erzähler seinen „olympischen Standpunkt“ und nähere sich mehr und mehr der dargestellten Welt oder einer der Figuren an, wie beispielsweise in Jahrmarkt der Eitelkeit. Manchmal bleibe der Erzähler nur Beobachter nahe der dargestellten Welt oder er nehme indirekt oder direkt an der Handlung teil. Der so entstehende Ich-Roman mit dem Übergewicht des erlebenden über das erzählende Ich übernehme die Perspektive einer oder mehrerer Figuren wie in Lieutenant Gustl und in The Sound and the Fury.
Auf dem Weg vom auktorialen Roman zum personalen Roman trete der Erzähler immer weniger in Erscheinung und ziehe sich hinter seine Charaktere zurück, bis der Erzähler ganz hinter den Figuren verschwinde: Die Ereignisse spiegelten sich dann nur im Bewusstsein der Figuren und würden nur noch von ihnen kommentiert. Beispiele hierfür seien der Der Zauberberg, Madam Bovary, Mrs. Dalloway und Ulysses. Im Bewusstseinsroman träfen sich dann die Extreme der Durchführung des Ich- und des personalen Romans.

## Wie erzählen: Typen des Aufbaus
Stanzel referiert zustimmend Eberhard Lämmerts Bauformen des Erzählens (1955) als ein ähnliches, mit seiner eigenen Trias der Typen kompatibles Anliegen: Nach Lämmert treffe ein Autor eine Reihe von strategischen, dauerhaften Entscheidungen über
1. den Handlungsrahmen wie die Erzählsituation, das Thema und Milieu, die Ereignisse, Lebensläufe und Seelenzustände,
2. die Schwerpunkte durch eine Modulation der Zeit, das Verhältnis von Erzählzeit und erzählter Zeit, eine ausführliche oder raffende Darstellung, die Anordnung des Materials durch die Durchbrechung der linearen Zeit, durch Vor- u. Rückgriffe, Exkurse und die Ein- und Mehrsträngigkeit,
3. die Ereignisverknüpfungen als rein additive mit dem Effekt der Buntheit des Lebens oder der Textur korrelativer dominierender Momente oder als einer kausalen Verknüpfung, die die Un-Freiheitsgrenzen der Handelnden betone,
4. die Redeformen mit ihrem höchsten Grad der Wirklichkeitsfiktion als direkte, indirekte oder erlebte Rede, als innerer Monolog oder Bewusstseinsstrom.
Da jedes Formmerkmal eine Auswahl des Autors aus den Möglichkeiten und damit eine bestimmte Aussage oder Repräsentativität im Sinngefüge des Romans beinhalte, sei Auffinden und Beschreiben der Strukturen ein notwendiger Schritt zur Interpretation eines Werks.

## Was erzählen: Typen der Substanz
Während die Strukturen des Aufbaus (Lämmert) themenungebundene Merkmale seien, lägen Fragen des Inhalts auf einer materialnäheren, weniger abstrakten Ebene. Stanzel unterscheidet hier als Grundformen der Erzählung eine Variante der berichtenden, ergebnisorientierten, von einer zweiten Variante der szenischen, ereignisorientierten Darstellung, in der der Leser ein Augenzeuge werde; diese Formen durchdringen sich oft und ergeben mit einer der möglichen Rollen des Erzählers aus den „typischen Erzählsituationen“ die Typologie des Romans.
Entferne man sich noch weiter von den Strukturkategorien und nähere sich so den Inhalten oder Themen, dann verlören die Typologien wegen auftretender Vermischungen an Trennschärfe. Mit Blick auf die Themen oder „Grundsubstanzen“ des Romans hätten schon Edwin Muir (1887–1959) und Wolfgang Kayser (1906–1960) eigene, eher an der Themenwahl des Autors orientierte Romantypen vorgestellt. Muir unterscheide etwa den Character-Roman, Dramatischen Roman und Chronik-Roman. Im Character-Roman bekämen meist fertige, unveränderbare Hauptcharaktere die Gelegenheit, allmählich ihr Wesen zu enthüllen, das sich daher überwiegend im Raum entfalte. Den Dramatischen Roman präge eine stärkere Abhängigkeit von Charakteren und Ereignissen, hier baue sich daher zwangsläufig eine Logik der Handlungskette in der Zeit auf. Chronik-Romane seien eine hybride Form in epischer Breite, die schwer von den beiden anderen Formen abzugrenzen sei.
Kayser sehe seine Figurenromane üblicherweise als Entwicklungs- und Bildungsromane, die den muirschen Typen des Drama- und des Charakter-Romans entsprechen, wie beispielsweise Don Quijote und Die Leiden des jungen Werthers. Kaysers Raumroman sei geprägt von einer Vielzahl von Episoden an verschiedenen Schauplätzen und je nach Akzentuierung gebe es Übergänge zum Figurenroman. Als Beispiele für seinen Typ des Geschehnis- oder Handlungsromans nenne Kayser Sir Walter Scotts historische Romane.

## Rezeption
Für Gerd Egle sind Perspektive und Erzählperspektive in der Literaturwissenschaft bzw. ihrem besonderen Zweig der Narratologie umstrittener denn je, aber im Literaturunterricht der Schule dominieren „aus gutem Grund bis heute Kategorien der traditionellen, älteren literaturwissenschaftlichen Erzählforschung.“ Am weitesten verbreitet sei „aus verschiedenen Gründen das in dem kleinen Buch Typische Formen des Romans aus dem Jahr 1964 entwickelte Konzept Stanzels, indem er nur von drei Erzählsituationen (auktorial, personal, Ich-Erzählsituation) ausgeht.“ Allen Einwänden zum Trotz habe sich Stanzels erzähltheoretischer Werkzeugkasten „in zahllosen Einzeluntersuchungen und Interpretationen bewährt“.
Florian Gelzer betont, Stanzel habe mit seiner pragmatischen, nahezu überall auch von Nicht-Experten anwendbaren Terminologie einen Werkzeugkasten ohne Eitelkeiten geschaffen, der im Universitätsbetrieb der Nachkriegszeit ein geradezu revolutionärer Ansatz gewesen sei: „Dass seine Theorie immer wieder als theoretisch fehlerhaft und widersprüchlich geziehen wird, deren Anwendungsmöglichkeiten aber z. T. überschwänglich gelobt werden, verzeichnet Stanzel mit versöhnlichem Gleichmut. Selbstironisch spricht er von den ´Kardinalsünden´ der Erzähltheorie: ´wissenschaftlicher Hybris´, ´terminologischer Eitelkeit´ und ´Kanonisierung der eigenen Paradigmenwahl´. [...] Ein Grund, weshalb Stanzels Typologie nicht nur die meistgescholtene, sondern auch die wohl meistangewandte Klassifikation darstellt, ist ihre einprägsame Anschaulichkeit: Während im Falle von Franz Kafkas ´Process´ mit Gérard Genette von einem ´extradiegetisch-homodiegetischen Erzähler mit interner-aktorialer Fokalisierung´ gesprochen werden müsste, wäre der Roman nach Stanzel schlicht durch eine ´personale (und nicht Ich- bzw. auktoriale) Erzählsituation´ charakterisiert.“